# Azuré du Falakron
Polyommatus  andronicus
Espèce
L’Azuré du Falakron (Polyommatus andronicus) est une hypothétique espèce de lépidoptères de la famille des Lycaenidae et de la sous-famille des Polyommatinae. Actuellement, elle est généralement mise en synonymie avec Polyommatus icarus.

## Distribution
L’Azuré du Falakron est endémique d'une région située dans le Nord-Est de la Grèce et le Sud-Ouest de la Bulgarie.

## Particularités morphologiques et biologiques
L’imago de l'Azuré du Falakron ressemble beaucoup à celui de Polyommatus icarus, mais il est plus grand, le dessus du mâle est plus foncé, et les pièces génitales sont plus grandes.
Contrairement à P. icarus qui est plurivoltin, il ne produit qu'une génération annuelle, de fin juin à début août. Il ne se rencontre qu'en altitude, entre 1 000 et 1 800 m, où il peut cohabiter avec P. icarus.

## Systématique
Polyommatus andronicus a été décrit en 1995 par Coutsis et Ghavalas, mais sa validité spécifique a rapidement été mise en doute. 
Une quinzaine d'années après sa description, des études de phylogénie moléculaire n'ont pas trouvé de différences significatives entre ce taxon et l'espèce largement répandue Polyommatus icarus, ce qui porte à les considérer comme conspécifiques,. Dès lors, Polyommatus andronicus Coutsis & Ghavalas, 1995 est considéré comme un synonyme junior subjectif de Polyommatus icarus (Rottemburg, 1775).